# Óscar Carlos Figueroa Castro
Óscar Figueroa Castro es un académico mexicano, especialista en literatura sánscrita, y las religiones y filosofías de la India. Hizo estudios doctorales en filosofía por la UNAM, así como de literatura sánscrita por la Universidad de Chicago. Pertenece al Sistema Nacional de Investigadores. Es investigador del Centro Regional de Investigaciones Multidisciplinarias (CRIM), y profesor de literatura sánscrita y religiones de la India en la Facultad de Filosofía y Letras, también de la UNAM. Ha impartido cursos y conferencias a nivel posgrado, diplomado y licenciatura. También ha impartido cursos y dictado numerosas conferencias en distintos países. Además dirige varios proyectos de investigación, y creó y dirige el seminario Indología UNAM. Ha publicado libros, capítulos de libro, artículos académicos, reseñas y trabajos de divulgación sobre los temas de su especialidad. Realiza además actividades como traductor del inglés, francés, alemán y, por supuesto, del sánscrito.

## Formación y perfil
Tras completar sus estudios de licenciatura y maestría, ambos grados en filosofía, inicia sus estudios de sánscrito en El Colegio de México bajo la tutela del pandit Rasik Vihari Joshi. A esta formación inicial siguieron varios años de estudio en instituciones como la Universidad de Chicago, el Deccan College (Pune, India) y la Banaras Hindu University (Benares, India). Entre sus maestros se encuentran reconocidos indólogos como Sheldon Pollock, Wendy Doniger, Yigal Bronner, David Shulman, Steven Collins, Gary Tubb y Mark Dyczkowski. Sus líneas de investigación y su trabajo académico siguen muy de cerca el perfil de la indología clásica, centrado en el análisis de las fuentes primarias, y con una visión de la cultura sánscrita en su conjunto que no obstante dé cuenta al mismo tiempo de la dinámica social, la diversidad y el cambio a través de la historia. De manera paralela,
su labor investigativa comprende el complejo proceso de recepción y resignificación de la cultura de la India en el mundo de habla hispana.

## Premios y reconocimientos
Es miembro del Sistema nacional de investigadores (SNI). En 2015 dirigió una tesis de maestría que recibió el premio Norman Sverdlin, otorgado por la UNAM a la mejor tesis en filosofía.

### Obras Principales
- El arte de desdecir. Inefabilidad y hermenéutica en India antigua (2015)
- La Bhagavad-Gītā: el clásico de la literatura sánscrita y su recepción Archivado el 22 de abril de 2017 en Wayback Machine. (2017)
- La mirada anterior. Poder visionario e imaginación en India antigua (2017)
- Pensamiento y experiencia mística en la India" (2007)
- Vijñānabhairava. Estudio Preliminar, Traducción y Notas" (2017).

### Colaboración con capítulos
- “El sentido ‘esotérico’ de la Gītā: la lectura tántrica de Abhinavagupta”. En "La Bhagavad-Gītā: el clásico de la literatura sánscrita y su recepción]".
- “Introducción: texto y contextos”. En "La Bhagavad-Gītā: el clásico de la literatura sánscrita y su recepción]".
- “Imaginación y libertad en la tradición tántrica”.
- “Genealogical Remarks on Abhinavagupta’s anuttara”. En R. Torella (ed.), Tantra and Agamas: Proceedings of the 15th World Sanskrit Conference, Delhi, DK Printworld, 2017.
- “La imagen del camino espiritual y su deconstrucción en la tradición tántrica”.
- “La mística hindú y la experiencia de la no-dualidad”.

### Artículos
- La modernidad de la imaginación en Jagannātha Paṇḍitarāja
- La visión de Laṅkā en el Rāmāyaṇa de Vālmīki: una poética de la vida secular
- La locura de Rāma. Traducción de Rāmāyaṇa 3.57-61
- Rājaśekhara y la imaginación receptora
- De la ninfa Urvaśī a la bayadera: el trágico desenlace de un antiguo mito
- El arte de desandar (anupāya). Traducción e interpretación del segundo capítulo del Tantrāloka
- El arte de la interpretación en la India sánscrita: orígenes y desarrollo
- Lo profano en lo sagrado: identidad religiosa y literaria en el Rāmāyaṇa
- Los orígenes del teatro (nāṭyopatti). Traducción anotada del primer libro del Nāṭyaśāstra
- Persuasión y mito en los orígenes del drama sánscrito. A propósito del primer libro del Nāṭyaśāstra
- Un muro, inusual imagen religiosa. El vocablo bhitti en Abhinavagupta
- Ocho estrofas sobre anuttara (anuttarāṣṭīka). Plegaria atribuida a Abhinavagupta
- El pesar de Karṇa’. Drama en un acto atribuido a Bhāsa
- El argumento indio sobre la existencia de Dios: una lectura a través de sus críticos
- La negación como recurso especulativo en la India
- Sátira de Kaliyuga (Kaliviḍambanam). Colección de 102 versos atribuida al poeta Nīlakaṇṭha Dīkṣita
- El mensaje de amor en la poesía sánscrita: Kālidāsa y Vedāntadeśika

### Traducciones
- James Frazer, La rama dorada;
- Wilhelm Halbfass, India y Europa. Ejercicio de entendimiento filosófico;
- Diana L. Eck, Darshan. La visión de la imagen divina en la India;
- Pierre-Sylvain Filliozat, El sánscrito.